# 第63届威尼斯国际电影节
第63届威尼斯影展于2006年8月30日至9月9日举行。组委会7月27日在意大利首都罗马正式宣布了参赛片名单。开幕影片是布萊恩·狄帕瑪导演的《黑色大理花懸案》，闭幕影片是帕維·龍根导演的《孤獨之島》。
香港导演杜琪峰的《放·逐》、台湾导演蔡明亮的《黑眼圈》和大陆导演贾樟柯的《三峡好人》（惊喜片）都入围了竞赛单元，争夺最高奖项金狮奖；冯小刚导演的《夜宴》入选非竞赛展映单元；陈木胜导演的《宝贝计划》入选午夜展映单元；刘杰导演的《马背上的法庭》将参加地平线单元最佳影片奖的角逐，贾樟柯导演的《东》则成为地平线单元最佳纪录片奖的有力竞争者。台灣導演鄭有傑的《一年之初》入圍威尼斯影展「國際影評人週」單元。
9月6日，美国导演大卫·林奇被授予终身成就奖。
結果在9月9日，蔡明亮的《黑眼圈》獲頒由未來電影協會所頒發的特別獎，劉杰以《馬背上的法庭》獲「地平線」單元最佳影片獎，賈樟柯在「地平線」單元參賽的紀錄片《東》，獲得藝術交流協會頒發OPEN2006獎，至於其所導的《三峽好人》則奪下金獅獎，這也是賈樟柯首次在國際三大影展拿下大獎。

## 評審團
- 凱撒琳·丹尼芙：演員。（評審團主席）
- 米歇爾·普拉西多（義大利語：Michele Placido）：演員、導演。
- 比加斯·盧納：導演、編劇。
- 保羅·布蘭卡（英语：Paulo Branco）：電影監製。
- 卡梅倫·克羅：導演、編劇。
- 蕭蘋·克瑪朵娃（俄语：Хаматова, Чулпан Наилевна）：演員。
- 朴贊郁：導演、編劇。

## 官方單元

### 正式競賽單元
以下電影參與角逐金獅獎：
| 片名               | 原文片名              | 導演                         | 製作國                          |
| ------------------ | --------------------- | ---------------------------- | ------------------------------- |
| 《衰敗》           | Fallen                | 芭芭拉·亞伯特                | 奥地利                          |
| 《三峽好人》       | 《三峽好人》          | 賈樟柯                       | 中国                            |
| 《真愛永恆》       | The Fountain          | 戴倫·艾洛諾夫斯基            | 美国                            |
| 《消逝的星星》     | La stella che non c'è | 吉安尼·阿梅利奥              | 義大利、 新加坡、 法國、 瑞士   |
| 《銀色殺機》       | Hollywoodland         | 艾倫·寇特                    | 美国                            |
| 《燦爛新人生》     | Nuovomondo            | 艾曼紐爾·克里亞勒斯          | 義大利                          |
| 《人類之子》       | Children of Men       | 艾方索·柯朗                  | 英国、 美国                     |
| 《雨季不再來》     | Daratt                | 麥哈梅·沙雷·赫魯             | 、 法國、 比利时、 奥地利       |
| 《黑色大理花懸案》 | The Black Dahlia      | 布萊恩·狄帕瑪                | 美国、 法國                     |
| 《驚爆時刻》       | Bobby                 | 艾米利奧·艾斯特維茲          | 美国                            |
| 《無形》           | L'intouchable         | 班諾·賈克                    | 法國                            |
| 《盜夢偵探》       | パプリカ              | 今敏                         | 日本                            |
| 《虛有權》         | Nue Propriété         | 喬坎·拉佛斯                  | 比利时、 盧森堡、 法國          |
| 《蟲師》           | 蟲師                  | 大友克洋                     | 日本                            |
| 《與他們的對話》   | Quei loro incontri    | 尚-馬利·史特勞普 丹尼勒·蕙葉 | 義大利、 法國                   |
| 《喧譁的寂寞》     | Cœurs                 | 亞倫·雷奈                    | 法國                            |
| 《放·逐》          | 《放·逐》             | 杜琪峯                       | 中国                            |
| 《黑眼圈》         | 《黑眼圈》            | 蔡明亮                       | 臺灣、 法國、 奥地利、 马来西亚 |
| 《黑書》           | Zwartboek             | 保羅·范赫文                  | 荷蘭、 德国、 英国              |
| 《敦河別戀》       | Эйфория               | 伊凡·弗爾帕耶夫              | 俄羅斯                          |
| 《戀愛症候群》     | แสงศตวรรษ             | 阿比查邦·韋拉斯塔古          | 泰國、 法國                     |
| 《黛妃與女皇》     | The Queen             | 史蒂芬·佛瑞爾斯              | 英国                            |

## 得獎名單

### 正式競賽單元
- 金獅獎：《三峽好人》 - 賈樟柯
- 最佳導演銀獅獎：亞倫·雷奈 - 《喧譁的寂寞》
- 評審團特別獎：《雨季不再來（英语：Daratt）》 - 麥哈梅·沙雷·赫魯
- 最佳男演員獎：班·艾佛列克 - 《銀色殺機》
- 最佳女演員獎：海倫·米蘭 - 《黛妃與女皇》
- 金奧薩拉最佳劇本獎：彼得·摩根 - 《黛妃與女皇》
- 金奧薩拉最佳技術貢獻獎：艾曼紐爾·盧貝茲基（攝影）- 《人類之子》
- 最佳新演員獎：依西爾·勒·貝斯寇（法语：Isild Le Besco） - 《無形（法语：L'intouchable）》
- 特別獅獎：尚-馬利·史特勞普、丹尼勒·蕙葉（表彰他們對於電影語言的創新）

### 會外獎項
- 費比西國際影評人獎：《黛妃與女皇》 - 史蒂芬·佛瑞爾斯